# التسلسل الزمني لتطور البشر

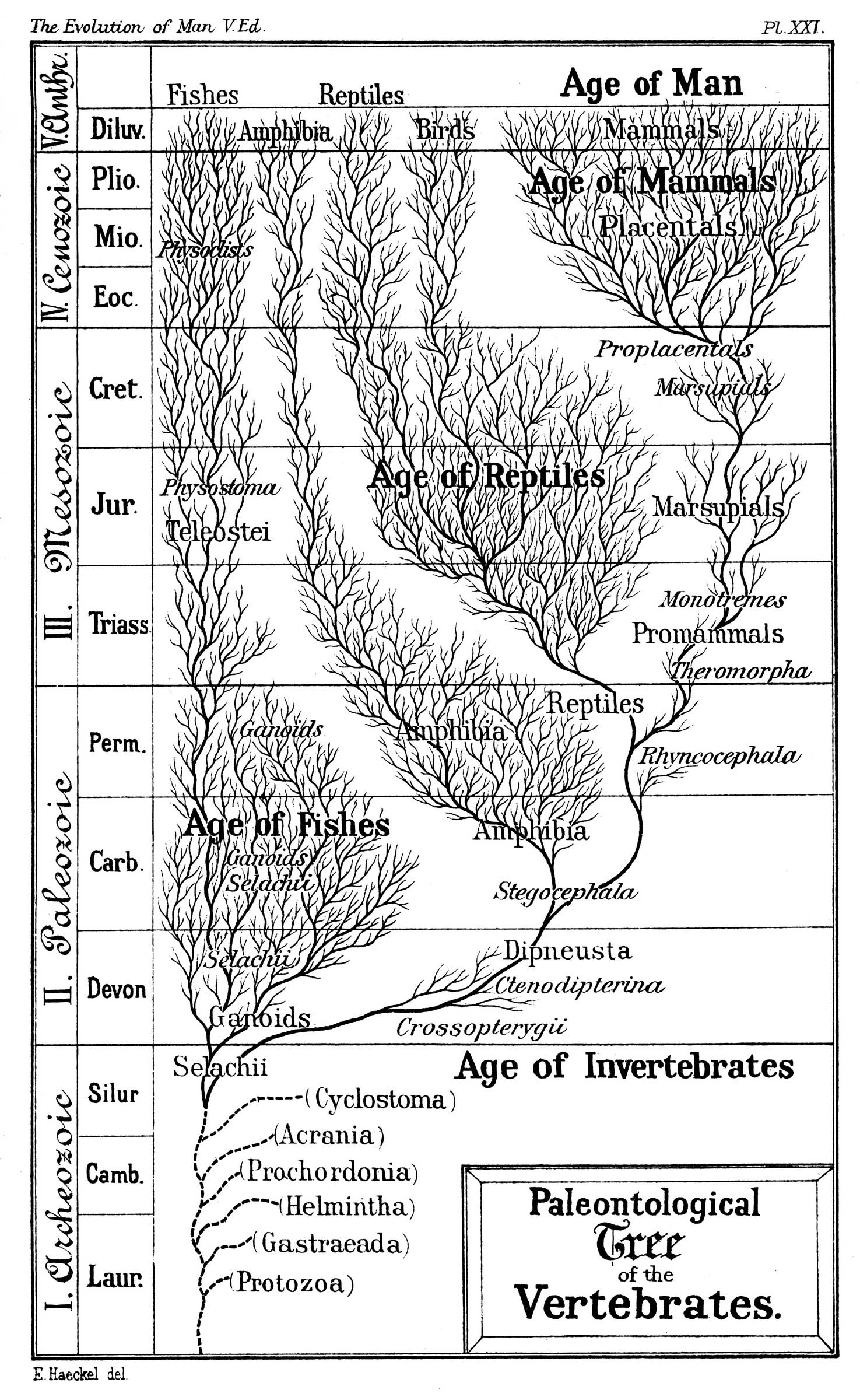

يحدد التسلسل الزمني لتطور البشر الأحداث الكبرى أثناء تطور النوع البشري، الإنسان العاقل، وتطور أسلاف البشر. ويحتوي على تفسيرات موجزة لبعض الأنواع، الأجناس، والمراتب العليا للأصنوفات التي ترى اليوم على أنها أسلاف محتملة للبشر المحدثين.
يعتمد هذا التسلسل على دراسات من الأنثروبولوجيا، علم المستحاثات الإنسانية، البيولوجيا النمائية، المورفولوجيا، وأيضا على بيانات تشريحية وجينية. ولا يختص هذا التسلسل بأصل الحياة. فهذا المبحث يختص به التولد التلقائي، لكنه يقدم طريقا ممكنا واحدا للسلف التطوري للأنواع الذي أدى في النهاية إلى مجيء البشر.

## الإنسان العاقل وفقا لعلم التصنيف
في الجدول التالي تسلسل أسلاف محتمل، أو تراتبية أصنوفية، للإنسان العاقل.
| التصنيف               | الاسم                    | الاسم الشائع                                                                             | قبل ملايين من السنين |
| --------------------- | ------------------------ | ---------------------------------------------------------------------------------------- | -------------------- |
| نطاق                  | يوكاريوت (حقيقيات النوى) | حقيقيات النوى                                                                            | 2,100                |
| حقيقيات النوى         | حيوان                    | حيوانات                                                                                  | 590                  |
| شعبة                  | حبليات                   | حبليات (الفقاريات واللافقاريات ذات القرابة)                                              | 530                  |
| شعيبة                 | فقاريات                  | الفقاريات                                                                                | 505                  |
| ما فوق الطبقة         | رباعيات الأطراف          | رباعيات الأطراف                                                                          | 395                  |
| فرع حيوي غير مصنف     | سلويات                   | سلويات (رباعيات أطراف تضع بيضات مزودة بغشاء سلوي)                                        | 340                  |
| فرع حيوي غير مصنف     | مندمجات الأقواس          | ثدييات أولى                                                                              | 308                  |
| طبقة                  | ثدييات                   | ثدييات (ذوات أثداء)                                                                      | 220                  |
| فرع طبقي              | وحشيات                   | ثدييات تلد صغارها (أي لا تضع بيضات)                                                      | 160                  |
| دون طبقي              | وحشيات حقيقية            | ثدييات مشيمية (أي غير جرابية)                                                            | 125                  |
| رتبة عريضة            | وحشيات شمالية            | فوق رئيسيات (معظم) الثدييات ذات الحوافر، (معظم) الثدييات آكلة اللحوم، الحيتان، والخفافيش | 124–101              |
| فوق الرتبة            | فوق رئيسيات              | فوق رئيسيات: الرئيسيات، جلديات القوائم، زبابيات الشجر، القوارض، والأرانب                 | 100                  |
| رتبة كبيرة            | إيوراكونتا               | الرئيسيات، جلديات القوائم، وزبابيات الشجر                                                | 99–80                |
| ما بعد الرتبة الكبيرة | برايموتافورا             | الرئيسيات وجلديات القوائم                                                                | 79.6                 |
| رتبة                  | الرئيسيات                | الرئيسيات                                                                                | 75                   |
| ُتَيبة                  | نسناسيات رطبة الأنف      | رئيسات بسيطة الأنف (الرئيسيات كالقردة والنسانيس)                                         | 63                   |
| دون الرتبة            | السعالي                  | الرئيسيات العليا: القردة                                                                 | 40                   |
| رتبة صغيرة            | نسناسيات نازلة الأنف     | نسناسيات نازلة الأنف (رئيسيات): القردة وقردة العالم القديم                               | 30                   |
| فوق عائلة             | القرد                    | القردة: القردة الكبيرة والقردة الأصغر (الغيبون)                                          | 28                   |
| عائلة                 | القردة العليا            | القردة الكبيرة: البشر، الشمبانزي، الغوريلا، وإنسان الغاب                                 | 20–15                |
| تحت عائلة             | فصيلة الإنسانيات         | فصيلة الإنسانيات                                                                         | 14–12                |
| قبيلة                 | أشباه البشر              | تشمل الهومو، الشمبانزي، ولا تشمل الغوريلا                                                | 10–8                 |
| قبيلة فرعية           | هومنينا                  | جنس الهومو وأقرب أقرباء البشر وأسلافهم بعد الانفصال عن الشمبانزي –أشباه البشر            | 8–4                  |
| جنس                   | هومو                     | البشر                                                                                    | 2.5                  |
| نوع                   | الإنسان العاقل           | بشر العصر الحالي                                                                         |                      |

## اقرأ أيضا
- إنسان جبل إيغود